# Николай Ботев
Николай Ботев е български футболист, който играе за ПФК Чавдар Етрополе като дясно крило. Роден е на 27 януари 1993 г. Висок e 185 см. Юноша е на Чавдар (Етрополе).